# Pierre Tournante (Bosgouet)

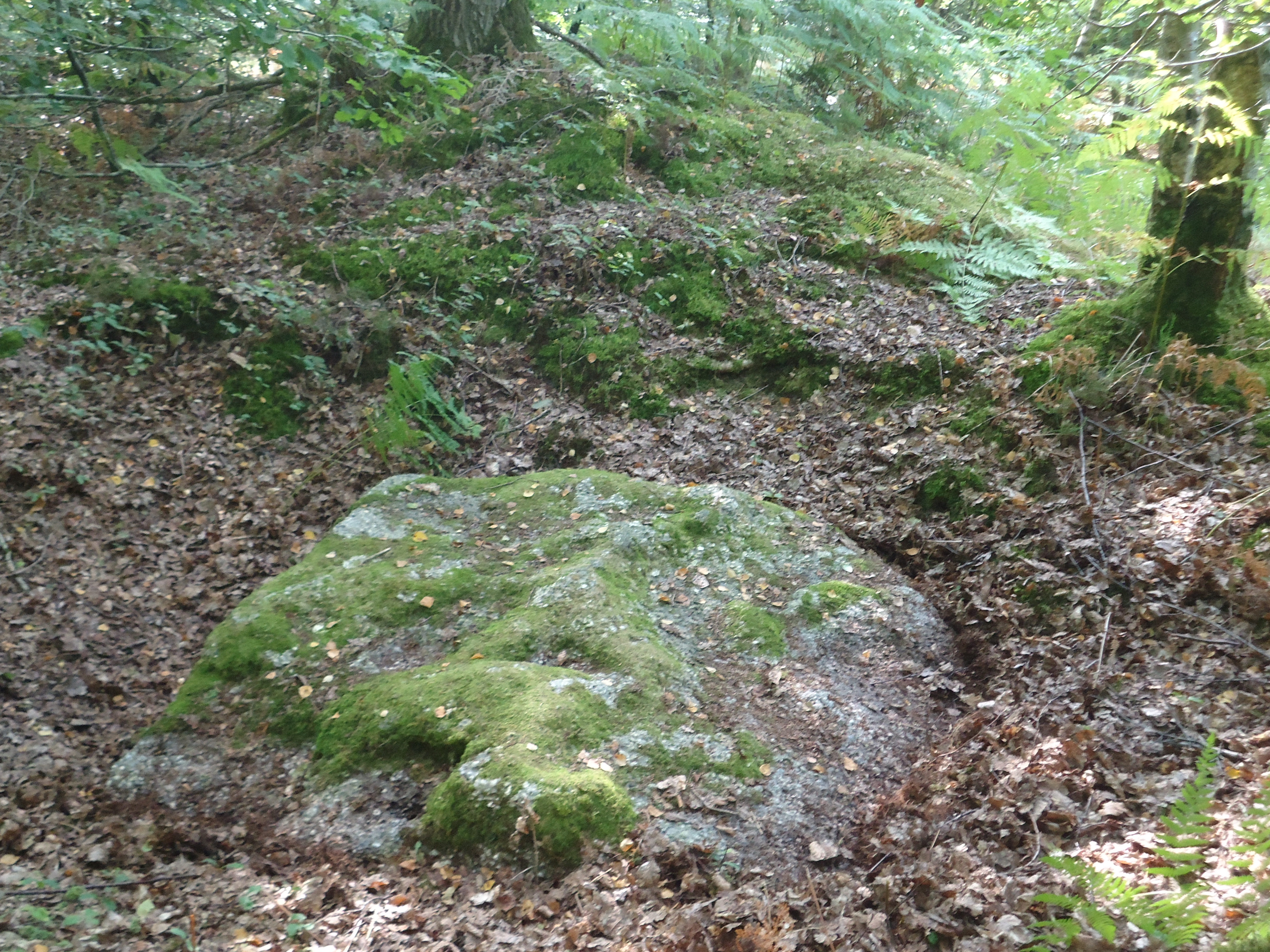
Pierre Tournante von Bosgouet

Der Pierre Tournante (deutsch „der rotierende Stein“; auch Demoiselle de Malemain genannt) ist vermutlich ein Dolmen im Wald von La Londe-Rouvray in der Nähe der alten Straße von Lisieux nach Rouen, südlich des Weilers Bosgouet im Norden des Départements Eure in der Normandie in Frankreich. 
Der rotierende Stein ist ein mit Legenden beladener Stein, der laut einigen Historikern ein Dolmen sein könnte. Erkennbar ist ein Puddingsteinblock von etwa 2,0 × 2,0 m und 0,65 m Dicke. Er liegt in der Mitte einer leichten Vertiefung auf einem niedrigen Hügel in einem Teil des Waldes, in dem zahlreiche Gräben zu sehen sind.
Auguste Le Prévost (1787–1859) ist der erste, der das Denkmal in seiner „Notice historique et archéologique sur le département de l’Eure“ von 1832 beschreibt. Louis-Léon Gadged beschreibt ihn 1840 in seinem topografischen, statistischen und historischen Wörterbuch des Départements Eure. Die Schriftstellerin Amélie Bosquet (1815–1904) greift die Beschreibung des Steines von Le Prévost in ihrem 1845 erschienenen Buch „La Normandie romanesque et merveilleuse; traditions, légendes et superstitions populaires de cette province“ auf. Félix Leclerc Viscount von Pulligny (1821–1893) erwähnt 1879 den Stein und die Legenden. Er wird auch von Léon Coutil (1856–1943), Präsident der französischen prähistorischen Gesellschaft, in seinem Inventar von Menhiren und Dolmen in Frankreich aufgeführt. 

## Legenden
Um dieses Denkmal ranken sich immer wieder von Autoren angereicherte Legenden. Seine angebliche Fähigkeit, in der Weihnachtsnacht eine volle Umdrehung um sich selbst zu machen, ist der Ursprung des Namens. Andere normannische Megalithen, wie der Pierre Tournante von Livarot oder der Pierre Tournante von Fresney-le-Puceux, der Dolmen La Pierre Tournante (Tavers) und der Dolmen La Pierre Tournante von Nogent, haben dieses überraschende Merkmal ebenfalls. Eine andere Geschichte behauptet, dass er die Stelle einer alten Schlacht markiert, in der 100.000 Menschen starben. Es ist auch die Rede von einem Wildhüter, der durch einen Schatz, der in der Nachbarschaft des gefunden wurde, reich wurde. Ein Hahn soll jedes Jahr auf diesem Felsen während der Mitternachtsmesse singen. Die Fülle fantastischer Geschichten verursachte das Interesse der Historiker im 19. Jahrhundert.